# Sœur Catherine (ermite)
Sœur Catherine est une soeur ermite catholique. Elle n’est pas une religieuse, ne fait pas partie d’un ordre ni d’une communauté ou congrégation. Canoniquement elle est une soeur ermite diocésaine. Elle vit en ermitage depuis 1993 dans le même diocèse des Alpes du Sud. Depuis 1995 à 2020 elle a vécu dans un ermitage de montagne très retiré. Maintenant sa solitude est toujours réelle mais moins rude. Elle est connue pour ses livres relatant ses expériences de vie et spirituelles.

## Jeunes années
Sœur Catherine est née dans une famille non croyante. Jeune adulte et travaillant dans une petite entreprise, au cours d’une discussion avec son patron sur le lien entre bonheur et travail, celui-ci lui conseille de prier. Ce qu’elle fait. Une rencontre très forte avec Dieu l’incite à persévérer dans la prière. Plus tard, elle entre dans un monastère pour se former à la vie érémitique.

## Ermitage
Sœur Catherine a habité pendant plus de 20 ans dans un cabanon en altitude sans eau ni électricité. Cet ermitage est composé d’une petite chapelle rustique, d’un cabanon et d’une petite grotte ; il n’est accessible qu’à pied et il faut donc porter son nécessaire sur le dos. Le but de cet érémitisme n’est pas la solitude pour la solitude ; mais la prière continuelle et l’union à Dieu, selon les itinéraires spirituels de Sainte Thérèse d’Avila et Saint Jean de la Croix. Ermite diocésaine depuis 1993, soeur catherine ermite l’est toujours mais dans un ermitage moins rude du même diocèse. Avant d'emménager, elle a fait monter un poêle à bois à dos d'âne comme condition nécessaire à son installation.

## Ressources
Les ermites catholiques doivent subvenir à leur propre moyens. Environ 300 ermites existent aujourd'hui. Sœur Catherine pensait vivre de son artisanat, mais découvre assez vite que ce moyen ne sera pas suffisant pour sa subsistance. Des personnes touchées par ses conditions de vie demandent sa prière et lui font des dons. Mais en premier lieu soeur catherine ermite vit de pauvreté et d’abandon à Dieu.
Depuis la parution de ses premiers ouvrages, elle vit de ces ressources, ainsi que de quelques séminaires et conférences. 